# Железно (Требнє)
Железно (словен. Železno) — поселення в общині Требнє, регіон Південно-Східна Словенія, Словенія.